# Kleantes
Kleantes z Assos (gr. Κλεάνθης ὁ Ἄσσιος Kleanthes ho Assios łac. Cleanthes; ur. ok. 331, zm. ok. 232 p.n.e.) – grecki filozof, pisarz i poeta, przedstawiciel stoicyzmu.

## Życiorys
W latach 264-232 kierował szkołą założoną przez Zenona z Kition, którego był następcą. Wcześniej jednak był bokserem i, aby opłacić swe kształcenie filozoficzne, pracował fizycznie. Pod jego kierunkiem szkoła stoicka podupadła, a sam stoicyzm stał się obiektem ataków ze strony sceptyków i akademików. Kleantes, nie potrafiąc bronić stoicyzmu na gruncie naukowym, rozwinął jednocześnie myśl stoicką o aspekty uczuciowe i religijne. Kleantes napisał 10 pism logicznych i 33 etyczne. Z licznych dzieł Kleantesa, których napisał ponad 50, zachował się jedynie heksametryczny Hymn do Zeusa opiewający największego z bogów. Passus jego hymnu pojawia w zmienionej formie w eposie astrologicznym Aratosa z Soloj pt. Phaenomena, który zostaje zacytowany przez Pawła z Tarsu w jego mowie na Areopagu opisanej w księdze Dziejów Apostolskich (17,28), być może ze względu na jego monoteistyczny wydźwięk. Katalog jego pism (znanych z fragmentów) zachowały się u Diogenesa Laertiosa. Najsłynniejszy jest przekaz Stobajosa, hymn do Zeusa, pojętego jako dusza wszechświata i jego rozum.